# Pyo Ye-jin
Pyo Ye-jin (Hangul: 표예진; sinh ngày 3 tháng 2 năm 1992) là một nữ diễn viên người Hàn Quốc. Cô được biết đến với các vai diễn trong các bộ phim truyền hình như VIP (2019), Taxi Driver (2021–2023) và Trăng lên ban ngày (2023).

## Cuộc sống cá nhân
Pyo Ye Jin trước đây làm tiếp viên hàng không trong gần hai năm tại Korean Air.
Vào tháng 9 năm 2018, công ty quản lý của Pyo Ye Jin xác nhận cô đang hẹn hò với nam diễn viên Hyun Woo, bạn diễn cũ của cô từ Tiệm may quý ông trong ba tháng qua.
Vào trưa ngày 27/11/2019, theo tin từ công ty quản lý Pan Stars Company của Pyo Ye Jin xác nhận rằng cô ấy đã chấm dứt mối quan hệ với nam diễn viên Hyun Woo sau 1 năm hẹn hò.

## Danh sách phim

### Phim truyền hình
| Năm  | Kênh        | Tên phim             | Vai diễn       | Ghi chú           |
| ---- | ----------- | -------------------- | -------------- | ----------------- |
| 2012 | MBC         | Here Comes Mr.Oh     |                |                   |
| 2015 | 72secondsTV | 72 giây - Deux Yeoza | người phụ nữ 2 | [ 4 ]             |
| 2015 | Naver TV    | Dream Knight         |                |                   |
| 2016 | MBC         | Marriage Contract    | Hyun A-ra      |                   |
| 2016 | SBS         | Doctors              | Hyun Soo-jin   |                   |
| 2016 | KBS2        | Tiệm may quý ông     | Kim Jung       |                   |
| 2017 | KBS2        | Fight For My Way     | Jang Ye-jin    | [ 5 ]             |
| 2017 | SBS         | Khi nàng say giấc    | Cha Yeo-jung   |                   |
| 2017 | KBS1        | Dù ghét vẫn yêu      | Gil Eun-jo     | Vai chính đầu tay |
| 2018 | tvN         | Thư ký Kim sao thế?  | Kim Ji-a       | [ 7 ]             |
| 2019 | tvN         | Khách sạn Del Luna   | Cameo, tập 6   |                   |
| 2019 | SBS         | Vị khách VIP         | On Yoo-ri      | [ 8 ]             |
| 2021 | SBS         | Ẩn danh              | Ahn Go-eun     | Vai chính         |

### Phim điện ảnh
| Năm  | Phim ảnh    | Vai trò | Tham chiếu |
| ---- | ----------- | ------- | ---------- |
| 2014 | Miss Granny | MC      | [ 9 ]      |

## Giải thưởng và đề cử
| Năm  | Giải thưởng                                      | thể loại                                          | Đề cử công việc     | Kết quả   |
| ---- | ------------------------------------------------ | ------------------------------------------------- | ------------------- | --------- |
| 2017 | Giải thưởng phim truyền hình KBS lần thứ 31      | Nữ diễn viên mới xuất sắc nhất                    | Fight For My Way    | Đề cử     |
| 2017 | Giải thưởng phim truyền hình KBS lần thứ 31      | Nữ diễn viên mới xuất sắc nhất                    | Love Returns        | Đề cử     |
| 2018 | Giải thưởng phim truyền hình Hàn Quốc lần thứ 11 | Giải thưởng nhân vật nổi tiếng - Nữ               | Thư ký Kim sao thế? | Đoạt giải |
| 2019 | Giải thưởng phim truyền hình SBS 2019            | Giải thưởng nhân vật xuất sắc nhất (Nữ diễn viên) | Vị khách VIP        | Đoạt giải |